# Movistar TV
Movistar TV é uma operadora de televisão por assinatura via satélite que forma parte do grupo espanhol Telefónica. Sua transmissão digital é feita pelo sistema DTH (Direct to Home) por banda Ku, e opera na Argentina, Chile, Peru, Colômbia, Venezuela, Costa Rica, Nicarágua, El Salvador e Guatemala. Sua recepção se dá através de uma mini-antena parabólica e de um decodificador digital. 
Em 8 de novembro de 2011, a operadora lançou novos pacotes, ofertando canais em HD com áudio em formato Dolby Digital 5.1.

## Países

### Argentina
Movistar TV é um serviço de televisão por fibra óptica operado pela Telefónica de Argentina, e foi lançado em outubro de 2018 com a reforma do governo de Mauricio Macri afim de habilitar as companhias telefônicas e operadoras de TV paga a oferecerem serviços de telefonia e TV a cabo ou por satélite, anteriormente proibido.

### Chile
Movistar TV é um serviço de televisão por satélite e fibra óptica, operado pela Movistar Chile. Foi lançado oficialmente em meados de junho de 2006 no Chile.

### Peru
Movistar TV é um serviço de tevisão por assinatura por cabo e satélite, operado pela Movistar Perú, do Grupo Telefónica, criado em 1993 com o nome de Cable Mágico.

### Colômbia
Movistar TV é um serviço de tevisão por satélite e fibra óptica, operado pela Movistar Colombia, subsidiária local do Grupo Telefónica; Foi lançado oficialmente no começo de fevereiro de 2007 na Colômbia.

### Venezuela
Movistar TV é um serviço de tevisão por satélite operado pela Telefónica Venezolana C.A.

### Nicarágua
Movistar TV é um serviço de televisão por satélite operado pela Telefónica Nicaragua, disponível desde maio de 2017.

### Guatemala
Movistar TV é um serviço de televisão por satélite operado pela Telefónica Guatemala, disponível desde agosto de 2017.

### El Salvador
Movistar TV é um serviço de televisão por satélite operado pela Telefónica El Salvador, disponível desde novembro de 2017.

### Costa Rica
Movistar TV é um serviço de televisão por satélite operado pela Telefónica Costa Rica, está disponível desde janeiro de 2018.